# Lebenspartnerschaftsgesetz
Das Gesetz über die Eingetragene Lebenspartnerschaft, kurz Lebenspartnerschaftsgesetz (LPartG), ermöglichte von August 2001 bis einschließlich September 2017 zwei Menschen gleichen Geschlechts in der Bundesrepublik Deutschland die Begründung einer Lebenspartnerschaft (Verpartnerung). Dies war damals (außer der Adoption des Partners/der Partnerin) in Deutschland die einzige Möglichkeit, einer gleichgeschlechtlichen Beziehung einen rechtlichen Rahmen zu geben. Die Rechtsfolgen dieses Rechtsinstituts der Lebenspartnerschaft wurden den Rechtsfolgen der Ehe in bürgerlich-rechtlichen Angelegenheiten zum größten Teil nachgebildet. Zwei Menschen verschiedenen Geschlechts können eine Lebenspartnerschaft rechtlich nicht begründen; für sie ist allein die Ehe das anerkannte Rechtsinstitut. Die Lebenspartnerschaft wurde umgangssprachlich auch „Homo-Ehe“ genannt. Einen Überblick zu den Regelungen der Anerkennung von Partnerschaften von Personen gleichen Geschlechts in anderen Ländern enthält der Artikel eingetragene Partnerschaft.
Im Jahr 2010 gaben im Mikrozensus des deutschen Statistischen Bundesamts rund 63.000 gleichgeschlechtliche Paare an, in einem gemeinsamen Haushalt in einer Lebensgemeinschaft zusammenzuleben. Im Mai 2011 gab es in Deutschland knapp 34.000 eingetragene Lebenspartnerschaften, davon waren rund 40 Prozent Lebenspartnerschaften von Frauen.
Im Jahr 2015 lebten 94.000 Paare in einer gleichgeschlechtlichen Lebensgemeinschaft, davon 43.000 in einer eingetragenen Lebenspartnerschaft. Männer lebten etwas häufiger mit einem Partner des gleichen Geschlechtes zusammen als Frauen, sie führten 52 % aller gleichgeschlechtlichen Lebensgemeinschaften.
Nach dem Gesetz zur Einführung des Rechts auf Eheschließung für Personen gleichen Geschlechts können seit 1. Oktober 2017 Lebenspartner auf Antrag ihre Lebenspartnerschaft in eine Ehe umwandeln (§ 20a LPartG). Seit dem 1. Oktober 2017 ist die Begründung neuer Lebenspartnerschaften nicht mehr möglich (Art. 3 Abs. 3 des Gesetzes zur Einführung des Rechts auf Eheschließung für Personen gleichen Geschlechts, § 1 LPartG).

## Das Lebenspartnerschaftsgesetz

### Anwendbarkeit
Die Anwendbarkeit des Lebenspartnerschaftsgesetzes (LPartG) durch deutsche Stellen bestimmt sich nach Art. 17b EGBGB. Maßgeblich ist demnach für die Begründung, die Wirkung der Lebenspartnerschaft unter den Lebenspartner, für das Güterrecht und die Auflösung einer Lebenspartnerschaft das Recht des registerführenden Staates. Eine mögliche Rück- oder Weiterverweisung durch die fremde Rechtsordnung ist zur Vermeidung schwieriger Anpassungs-Qualifikationsprobleme nicht zu berücksichtigen (Sachnormverweisung).
Die Anwendbarkeit des LPartG ist abweichend von der Anwendung des Eherechts geregelt, das grundsätzlich auf das Heimatrecht jedes Verlobten verweist. Grund dafür ist, dass die Rechtsordnungen vieler Staaten eine eingetragene Partnerschaft nicht vorsehen. Somit bliebe einem Ausländer, der einem solchen Staat angehört, die Begründung einer Lebenspartnerschaft selbst nach langjährigem Inlandsaufenthalt versagt. Stärker als die Staatsangehörigkeit fällt der Wohnsitz oder der gewöhnliche Aufenthalt der Lebenspartner ins Gewicht, da die Zuständigkeit der beurkundenden Behörden im Länderrecht geregelt wird und die meisten Bundesländer eine am Wohnsitz gebundene Zuständigkeit festgelegt haben. Das hat zur Folge, dass Ausländer ohne Aufenthalt in Deutschland oder einen sonstigen Inlandsbezug, deren Heimatrecht keine Lebenspartnerschaft kennt, die Eintragung einer Lebenspartnerschaft in Deutschland nur dann betreiben können, wenn die nach Landesrecht zur Eintragung berufene Registerbehörde gemäß dem Landesverfahrensrecht zuständig ist, was derzeit nur in Bayern möglich ist.
An die Teilfrage des Lebenspartnerschaftsnamens wird gesondert angeknüpft. Auf Deutsche findet § 3 LPartG Anwendung. Ist mindestens einer der Lebenspartner Ausländer, kann gemäß Art. 17b Abs. 2 Satz 1 EGBGB in Verbindung mit Art. 10 Abs. 2 EGBGB entweder der Lebenspartnerschaftsname nach dem Recht des Staates gewählt werden, dem einer der Lebenspartner angehört oder, falls ein Teil seinen gewöhnlichen Aufenthalt im Inland hat, deutsches Recht (§ 3 LPartG) bestimmt werden.

### Inhalt
Der Lebenspartnerschaft kann ein Versprechen, eine Lebenspartnerschaft begründen zu wollen (entspricht dem Verlöbnis), vorausgehen. Aus dem Versprechen kann, wie bei jedem Verlöbnis, nicht auf Eingehung einer Lebenspartnerschaft geklagt werden. Es hat zwar einen symbolischen Charakter, doch in einem Gerichtsverfahren kann das Versprechen für eine Zeugnisverweigerung bedeutend sein.

### Begründung
Auf die Zulässigkeit, eine Lebenspartnerschaft im Inland zu begründen, finden sowohl für einen Deutschen als auch für einen Ausländer stets deutsche Vorschriften Anwendung (Art. 17b Abs. 1 EGBGB).

#### Voraussetzungen
Die Begründung einer Lebenspartnerschaft ist zulässig,
1. wenn die Erklärenden gleichen Geschlechts sind (§ 1 Abs. 1 LPartG);
2. wenn keiner der Erklärenden bereits eine noch bestehende Ehe oder Lebenspartnerschaft mit einem Dritten eingegangen ist (Monogamie, § 1 Abs. 3 Nr. 1 LPartG)
3. wenn sie nicht zwischen Verwandten gerader Linie oder voll- oder halbbürtigen Geschwistern geschlossen wird (§ 1 Abs. 3 Nr. 2, 3 LPartG).

Wie die Ehefähigkeit tritt die Fähigkeit zur Lebenspartnerschaft erst mit Volljährigkeit ein (vgl. § 1 Abs. 3 Nr. 1 LPartG). Der Nachweis der Zulässigkeitsvoraussetzungen wird anhand der Personenstandsbücher geführt. Ist der Erklärende Ausländer, hat er seine Ledigkeit durch eine Ledigkeitsbescheinigung nachzuweisen. Im Unterschied zum Ehefähigkeitszeugnis weist das Ledigkeitszeugnis nur die tatsächlichen Voraussetzungen des § 1 Abs. 3 Nr. 1 LPartG nach; der Beleg der rechtlichen Voraussetzungen des Heimatstaates muss wegen Art. 17b Abs. 1 Satz 1 EGBGB nicht erbracht werden. 

#### Form, Verfahren und Zuständigkeit
Die Erklärung, eine Lebenspartnerschaft begründen zu wollen, ist höchstpersönlich, bedingungs- und befristungsfeindlich (§ 1 LPartG). Sie erfolgt bei gleichzeitiger Anwesenheit. Die Begründung der Lebenspartnerschaft geschieht nach § 1 LPartG gegenüber dem Standesbeamten. Die einzelnen Länder haben allerdings nach § 23 des Lebenspartnerschaftsgesetzes die Möglichkeit, andere Zuständigkeiten festzulegen. Davon macht derzeit (Stand 2009) nur Bayern Gebrauch. Nach dem dortigen Ausführungsgesetz ist neben dem Standesbeamten auch jeder Notar zur Entgegennahme der Erklärungen zuständig.
Beim Inkrafttreten des Lebenspartnerschaftsgesetzes war die Regelzuständigkeit des Standesbeamten noch nicht festgelegt, da diese Bestimmung nach Art. 84 Abs. 1 GG a.F. der Zustimmung des Bundesrats bedurft hätte. Die Hälfte der Länder haben, wie im ursprünglichen Entwurf des Gesetzes vorgesehen, von Anfang an die Standesämter mit dieser Aufgabe betraut. In den anderen Bundesländern waren zunächst verschiedene sonstige Behörden (häufig die Landkreise und kreisfreien Städte) zuständig. Zuletzt wurde die Zuständigkeit der Standesämter in Thüringen zum 1. Januar 2011 und in Baden-Württemberg zum 1. Januar 2012 begründet.
In allen Bundesländern ist es ebenfalls wie bei der Eheschließung möglich, sich für die Zeremonie an ein anderes Standesamt überweisen zu lassen. Ein bayerischer Notar kann die Beurkundung nur in seinem Amtsbezirk vornehmen, aber die Partner können ihren Wohnsitz auch anderswo, selbst außerhalb Bayerns oder Deutschlands, haben, was von manchen nicht ansässigen Ausländern (insb. Österreichern) genutzt wird.

### Wirkung zwischen den Lebenspartnern
Die Lebenspartnerschaft hat insbesondere folgende Rechte und Pflichten zur Folge:
- Verpflichtung zur gemeinsamen Lebensführung und zum gegenseitigen Beistand nach § 2 LPartG
- auf Wunsch gemeinsamer Familienname („Lebenspartnerschaftsname“, § 3 LPartG)
- Verpflichtung zum lebenspartnerschaftlichen Unterhalt;
- jeder Lebenspartner hat eine Schlüsselgewalt;
- Reduzierung des Sorgfaltsmaßstabs auf die eigenübliche Sorgfalt (§ 4 LPartG)

Die Regelung des Lebenspartnerschaftsnamens stimmen mit den Regelungen bezüglich des Ehenamens überein. Eine Einbenennung eines Kindes erfolgt nach § 9 Abs. 5 LPartG. Näheres siehe unter: Namensrecht

### Güterrecht
Für das Güterrecht verweist § 6 LPartG vollständig auf das eheliche Güterrecht. Gesetzlicher Güterstand ist die Zugewinngemeinschaft. Die güterrechtlichen Verhältnisse können durch Lebenspartnerschaftsvertrag (Ehevertrag) anderweitig geregelt werden (§ 7 LPartG).

### Erbrecht
Wenn deutsches Erbrecht zur Anwendung kommt, sind Lebenspartner den Ehegatten gleichgestellt (§ 10 LPartG).
Der Überlebende ist gesetzlicher Erbe seines verstorbenen Lebenspartners und hat ggf. einen Pflichtteilsanspruch gegen den Erben oder die Erbengemeinschaft.
Lebenspartner können wie Ehegatten ein gemeinschaftliches Testament errichten. Damit ist auch ein Berliner Testament möglich.

### Steuerrecht

#### Einkommensteuer
In den Jahren 2001 bis 2011 wurden Lebenspartner steuerrechtlich bei der Einkommensteuer (Splittingtarif) schlechter behandelt als Ehepartner. Das Ehegattensplitting und das Steuerklassenwahlrecht wurden verwehrt. Lediglich Vorsorgeaufwendungen konnten als Sonderausgaben und Unterhaltsleistungen als außergewöhnliche Belastung in einer begrenzten Höhe angesetzt werden.
Ab dem Steuerjahr 2012 wurden infolge einer Reihe von befürwortenden Urteilen von Finanzgerichten den Anträgen auf Splittingverfahren und auf Steuerklassenänderung in den meisten Bundesländern stattgegeben.
Am 6. Juni 2013 veröffentlichte das Bundesverfassungsgericht seinen Beschluss zum Ehegattensplitting für eingetragene Lebenspartner vom 7. Mai 2013; demnach ist die Ungleichbehandlung von Verheirateten und eingetragenen Lebenspartnern in den Vorschriften der §§ 26, 26b, 32a Abs. 5 EStG zum Ehegattensplitting mit dem allgemeinen Gleichheitssatz des Art. 3 Abs. 1 GG nicht vereinbar. Somit besteht jetzt ein Rechtsanspruch auf Steuerklassenänderung und Splittingverfahren. Bis zur endgültigen rechtlichen Ausgestaltung bleiben die entsprechenden Paragraphen des Einkommensteuergesetzes anwendbar, müssen jedoch auch auf eingetragene Lebenspartnerschaften angewendet werden. Die Gleichstellung erfolgt rückwirkend zum 1. August 2001; sofern die Lebenspartner den bisherigen Steuerbescheiden widersprochen haben, können sie entsprechende Steuerrückzahlungen erhalten.
Rechtliche Unterschiede der Lebenspartnerschaft im Vergleich zur Ehe gab es im Einkommensteuerrecht bis 2013. Es fehlte bis zu jenem Jahr eine Einbeziehung von Lebenspartnerschaften u. a. im Einkommensteuergesetz (Ehegattensplitting, Steuerklassenwahlrecht, Verdopplung des Sparer-Pauschbetrages) und im 5. Vermögensbildungsgesetz.
Mit dem Urteil des Bundesverfassungsgerichtes zur geforderten Gleichstellung in der Einkommensteuer, die vom Bundestag im Juni 2013 beschlossen wurde, erfolgte die Gleichstellung in der Einkommensteuer.

#### Teilnahme am Splittingverfahren
Am 9. November 2010 entschied das Niedersächsische Finanzgericht in einem Verfahren des vorläufigen Rechtsschutzes, dass der Ausschluss von Lebenspartnerschaften beim Ehegattensplitting verfassungswidrig sei. Das Finanzgericht Baden-Württemberg hat sich durch Beschluss vom 16. Mai 2011 der Rechtsprechung des Finanzgerichts Niedersachsen angeschlossen, dass Lebenspartner mit Wirkung vom 1. Januar 2011 die Änderung der Lohnsteuerklassen von I / I in III / V verlangen können. In weiteren Entscheidungen haben Ende 2011/Anfang 2012 das Finanzgericht Schleswig-Holstein, das Finanzgericht Köln und das Finanzgericht Bremen für die Gleichstellung in der Einkommensteuer gestimmt. Der Bundesfinanzhof hat den vom Niedersächsischen Finanzgericht gewährten vorläufigen Rechtsschutz im Ergebnis bestätigt, sich aber inhaltlich nicht mit der Verfassungsmäßigkeit der Ungleichbehandlung verpartnerter Paare in der Einkommensteuer auseinandergesetzt. Es ist allerdings eine Revision zu dieser Frage bei ihm anhängig. Ferner liegen dem Bundesverfassungsgericht seit 2006 drei Verfassungsbeschwerden zur Entscheidung vor.
Für das Steuerjahr 2012 lehnen lediglich die Bundesländer Bayern und Sachsen es ab, dem Antrag eingetragener Lebenspartner auf Splitting stattzugeben, wie aus einer Antwort des Bundesfinanzministeriums auf eine Anfrage der Linken-Steuerpolitikerin Barbara Höll hervorgeht.
Mit dem „Gesetz zur Änderung des Einkommensteuergesetzes in Umsetzung der Entscheidung des Bundesverfassungsgerichtes vom 7. Mai 2013“ ist ab 2013 die Teilnahme am Splitting-Verfahren erlaubt.

#### Steuerklassenänderung
Ende Februar/Anfang März 2012 ermöglicht die deutsche Finanzverwaltung aufgrund der verschiedenen befürwortenden Beschlüsse der Finanzgerichte im Wege der Verwaltungsanweisung, dass zukünftig dem Antrag von Lebenspartnern auf Steuerklassenänderung stattgegeben wird. In 13 Bundesländern können nunmehr ab dem Jahr 2012 lesbische und schwule Paare auf Wunsch in eine der Steuerklassen eingeteilt werden, die dem Ehegattensplitting entspricht. Nur in den Bundesländern Bayern, Sachsen und dem Saarland ist dies laut Bundesfinanzministerium nicht möglich. Im Februar 2013 gewährt der Bundesfinanzhof in München Lebenspartnerschaften vorläufig bis zur kommenden Entscheidung des Bundesverfassungsgerichts das Ehegattensplitting und die Steuerklassenänderung.
Mit dem „Gesetz zur Änderung des Einkommensteuergesetzes in Umsetzung der Entscheidung des Bundesverfassungsgerichtes vom 7. Mai 2013“ ist ab 2013 auch die Wahl der Steuerklasse wie bei Ehegatten erlaubt.

#### Außergewöhnliche Belastung: Unterhalt
Bei der Einkommensteuer kann der Lebenspartner durchsetzen, dass Unterhaltsverpflichtungen seinem Partner gegenüber einkommensteuerrechtlich berücksichtigt werden. Hat dieser keine oder nur geringe eigene Einkünfte und besitzt er kein oder nur ein geringes Vermögen, kommt eine Berücksichtigung der Unterhaltsleistungen des anderen Lebenspartners nach § 33a Abs. 1 Satz 1 des Einkommensteuergesetzes (EStG) in Betracht. Auf Antrag kann die Unterhaltsleistung bis zu einem Höchstbetrag von 8004 Euro als außergewöhnliche Belastung berücksichtigt werden. Eigene Einkünfte oder Bezüge des Lebenspartners vermindern den Betrag von 8004 Euro, soweit sie 624 Euro übersteigen. Soweit eine ab 2013 gesetzlich erlaubte einkommensteuerliche Zusammenveranlagung von den Lebenspartnern gewählt wird, kann der Unterhalt nicht als außergewöhnliche Belastung geltend gemacht werden.

#### Vorsorgeaufwendungen als Sonderausgabe
Vorsorgeaufwendungen für den Lebenspartner wie für den Ehepartner zur Kranken- und Pflegeversicherung auf sozialhilferechtlichem Leistungsniveau sind mit dem Bürgerentlastungsgesetz Krankenversicherung seit Januar 2010 in voller Höhe als Sonderausgaben absetzbar.

#### Freistellungsauftrag bei Kapitalerträgen
Lebenspartner, die nicht dauerhaft getrennt leben, haben ein gemeinsames Freistellungsvolumen ihrer Kapitalerträge und können ab 2013 entweder gemeinschaftliche oder aber weiterhin Einzel-Freistellungsaufträge erteilen.

#### Schenkung- und Erbschaftsteuer, Grunderwerbsteuer
Das Bundesverfassungsgericht entschied am 21. Juli 2010, dass die Ungleichbehandlung von Ehe und eingetragener Lebenspartnerschaft im Erbschaftsteuer- und Schenkungsteuergesetz mit Art. 3 Abs. 1 GG unvereinbar ist, was vom Gesetzgeber zum 1. Januar 2011 übernommen wurde. Im Schenkungs- und Erbschaftsteuergesetz (bis einschließlich 2010 nur in Bezug auf Steuersätze, nicht in den Freibeträgen gleichgestellt) erfolgte ab 2011 die Gleichstellung. Nach § 16 des Erbschaftsteuer- und Schenkungsteuergesetzes (ErbStG) in der seit dem 1. Januar 2009 geltenden Fassung haben Lebenspartner nunmehr denselben Freibetrag wie Ehepartner (500.000 Euro statt vorher 307.000 für Ehepartner bzw. 5.200 Euro für Lebenspartner), auch beim Versorgungsfreibetrag (jetzt 256.000 Euro) ist eine Gleichstellung eingeführt worden (§ 17 ErbStG n.F.). Ebenso sind die Steuersätze ab 2011 gleich. Wie beim überlebenden Ehepartner richten sich diese nach der Steuerklasse 1 (Eingangssteuersatz 7 %).
Gemäß § 3 Grunderwerbsteuergesetz sind Lebenspartner Ehegatten bei der Grunderwerbssteuer gleichgestellt, so dass sie zum Beispiel keine Grunderwerbssteuer zahlen müssen, wenn sie ein Grundstück des Partners durch Veräußerung oder von Todes wegen erwerben.

#### Kirchensteuer
2014 werden verpartnerte Paare, die Kirchensteuer zahlen, gleichgestellt. Die Vorteile des Splittingtarifs kommen den Lebenspartnern bei der Festsetzung der Kirchensteuer zugute.

#### Steuerliche Förderung bei der Riester-Rente
Im Altersvorsorgeverträge-Zertifizierungsgesetz (AltZertG) wird seit 2014 die mittelbare Zulagenberechtigung beim Lebenspartner ermöglicht. Dies geschah durch Anerkennung von Lebenspartnern als Hinterbliebene im Sinne des Gesetzes durch Änderung des § 1 Abs. 1 Nr. 2 AltZertG.

#### Gewährung der Wohnungsbau-Prämie
Im Wohnungsbau-Prämiengesetz wird seit 2014 in § 3 Wohnungsbau-Prämiengesetz das Vermögen des Lebenspartners angerechnet und die Gewährung der Wohnungsbau-Prämie gleichgestellt.

#### Auszahlung des Kindergeldes
Mit der Gleichstellung des Bundeskindergeldgesetz im Jahre 2014 kann die Auszahlung des Kindergeldes auch an den Lebenspartner erfolgen.

### Sorgerecht
Die elterliche Sorge gegenüber einem leiblichen Kind richtet sich nach allgemeinen Vorschriften. Der Lebenspartner eines alleine zur elterliche Sorge Berechtigten, erwirbt nach § 9 LPartG, wie ein Stiefelternteil nach § 1687b BGB, ein kleines Sorgerecht.

### Adoption
Lebenspartner können ein Kind nicht gemeinsam adoptieren. Adoptiert ein Lebenspartner ein Kind alleine, ist, wie bei Ehegatten, die Einwilligung des anderen Teils erforderlich (§ 9 Abs. 6 LPartG). Eine Stiefkindadoption ist hingegen möglich, vorausgesetzt, es handelt sich um das leibliche Kind des anderen Lebenspartners (§ 9 Abs. 7 LPartG). Ebenso entschied das Bundesverfassungsgericht am 19. Februar 2013, dass eine sukzessive Zweitadoption (siehe Regenbogenfamilien) erlaubt ist. Dem Bundesverfassungsgericht liegen Verfahren zur Prüfung des Verbots der gemeinsamen Adoption durch Lebenspartner vor.

### Gemeinsame Vormundschaft
Nach einem Urteil des Amtsgerichts München sind miteinander verpartnerte homosexuelle Paare seit dem 5. August 2016 berechtigt, als Pflegeeltern die Vormundschaft für Kinder und Jugendliche auch gemeinsam auszuüben; bis zu diesem Zeitpunkt hatte eine gesetzliche Regelungslücke bestanden und dies verhindert.

### Sozialrecht
Im Sozialrecht (Arbeitslosengeld, Elterngeld, Unterhaltsvorschuss, Sozialversicherung, Wohngeld, BAföG) sind Lebenspartner Ehegatten gleichgestellt. Sie erhalten gegebenenfalls Rente wegen Todes und sind unter den gleichen Voraussetzungen wie Ehegatten bei der gesetzlichen Krankenversicherung im Rahmen der Familienversicherung mitversichert. Im Mai 2011 urteilte der Europäische Gerichtshof in einem Grundsatzurteil, dass verpartnerte gleichgeschlechtliche Paare die gleichen Rentenansprüche wie Mann und Frau in einer Ehe haben.

### Arbeitsrecht
Am 29. April 2004 erging ein Urteil des Bundesarbeitsgerichts, nach dem die Vergütung von verheirateten Angestellten nach dem Bundes-Angestelltentarifvertrag (BAT) auch für verpartnerte Angestellte anzuwenden seien. Bislang hatten Arbeitgeber den Ortszuschlag nur im Fall einer Ehe erhöht. Nachdem diese Besserstellung heterosexueller Partnerschaften auch für Lesben und Schwule galt, wurde in den neu geschlossenen Tarifverträgen (TVöD bzw. TV-L), die in den Jahren 2005 und 2006 zustande kamen, der Wegfall des erhöhten Ortszuschlags beschlossen. Allerdings erfolgte die Gleichstellung von Lebenspartnern bei Angestellten im öffentlichen Dienst explizit im Wortlaut der Verträge, wie z. B. bei Arbeitsbefreiungen wegen Tod oder Niederkunft des Lebenspartners. Auch bei der Hinterbliebenenversorgung im Rahmen der betrieblichen Altersversorgung sind nach einem Urteil des Bundesarbeitsgerichts Lebenspartnerschaften der Ehe gleichzustellen. Einem hinterbliebenen Lebenspartner ist danach die gleiche Hinterbliebenenrente zu gewähren wie einem hinterbliebenen Ehepartner.
Am 7. Juli 2009 entschied das Bundesverfassungsgericht, dass die betriebliche Hinterbliebenenversorgung auch für die verpartnerten Arbeitnehmer des öffentlichen Dienstes nach der Satzung der Versorgungsanstalt des Bundes und der Länder (VBL) zu gewähren ist. Mit weiterem Beschluss vom 11. Dezember 2019 entschied das Gericht, dass dies auch für die Zusatzversorgung des öffentlichen Dienstes gilt und dem Versicherten eine fehlende Antragstellung für Zeiten vor der Entscheidung des Bundesverfassungsgerichts nicht entgegengehalten werden kann, weil nach dem damaligen Recht nur Eheleute, nicht aber verpartnerte Paare die Zusatzversorgung erhalten konnten.

### Besoldungs- und Versorgungsrecht im Beamtenrecht
Im Beamtenrecht des Bundes (Bundesbeamtengesetz, Bundesbesoldungsgesetz, Beamtenversorgungsgesetz, Soldatengesetz, Soldatenversorgungsgesetz) und der Länder ist eine Einbeziehung von Lebenspartnerschaften erfolgt. So erhält beispielsweise der verpartnerte Beamte eine Hinterbliebenenversorgung und einen Familienzuschlag.
Verpartnerte Landesbeamte aller Bundesländer: Baden-Württemberg, Bayern, Bremen, Berlin, Brandenburg, Hamburg, Mecklenburg-Vorpommern, Nordrhein-Westfalen, Niedersachsen, Rheinland-Pfalz, Saarland, Hessen, Schleswig-Holstein, Sachsen, Sachsen-Anhalt und Thüringen sind den verheirateten Landesbeamten gleichgestellt.
Am 1. April 2008 entschied der Europäische Gerichtshof, dass verpartnerten Beschäftigten aufgrund der Richtlinie 2000/78/EG im Rahmen ihres Rechtes auf das gleiche Arbeitsentgelt eine Witwen-/Witwerrente zustehen kann. Nach seinem Urteil müssen Lesben und Schwule in Lebenspartnerschaften Witwen bzw. Witwerbezüge erhalten wie ihre verheirateten Kolleginnen und Kollegen, wenn sie sich in einer vergleichbaren Lage befinden. Unter den europarechtlichen Begriff des „Arbeitsentgelts“ fallen alle Vergünstigungen, die die Arbeitgeber und Dienstherren ihren Beschäftigten gewähren, einschließlich der betrieblichen Hinterbliebenenrenten und der Hinterbliebenenpensionen. Der EuGH hat die zeitliche Wirkung seines Urteils nicht beschränkt. Deshalb gelten diese Grundsätze ab dem Ablauf der Umsetzungsfrist der Richtlinie 2000/78/EG, das ist der 3. Dezember 2003. Nach einer Entscheidung des Bundesverfassungsgerichts soll sich aus dem Urteil des EuGH jedoch nicht ergeben, dass verpartnerte Beamte wie Verheiratete einen Familienzuschlag verlangen können.
Im Oktober 2010 verabschiedete die deutsche Bundesregierung einen Gesetzentwurf, der die Gleichstellung in Besoldung und Versorgung bei verpartnerten Bundesbeamten und Soldaten vorsieht. Ende Oktober 2010 urteilte das Bundesverwaltungsgericht in mehreren Entscheidungen, dass homosexuelle, verpartnerte Bundesbeamte die gleichen Versorgungsrechte haben. Der Gesetzentwurf wurde am 2. Dezember 2010 im Bundestag beraten. Per Rundschreiben vom 17. Dezember 2010 hat das BMI die bezügezahlenden Stellen angewiesen, Besoldungsempfänger in Lebenspartnerschaften Besoldungsleistungen zu gewähren. Im September 2011 verabschiedete nach dem Bundestag der Bundesrat den Gesetzentwurf.
Am 1. August 2012 veröffentlichte das Bundesverfassungsgericht ein Urteil, wonach verpartnerte Bundesbeamte rückwirkend zum Jahre 2001 im Familienzuschlag gleichzustellen sind. Die
Ungleichbehandlung von eingetragener Lebenspartnerschaft und Ehe beim beamtenrechtlichen Familienzuschlag (§ 40 Abs. 1 Nr. 1 Bundesbesoldungsgesetz – BBesG) ist seit dem 1. August 2001 unvereinbar mit dem allgemeinen Gleichheitssatz des Art. 3 Abs. 1 GG. Mit Einfügung des § 17b BBesG gelten auf die Ehe bezogene Vorschriften entsprechend für Lebenspartnerschaften.

### Rentenanspruch
Ein Urteil des Europäischen Gerichtshofes in Luxemburg bekräftigte, dass homosexuelle Lebenspartnerschaften bei der Regelung der Altersvorsorge künftig mit der Ehe gleichzustellen seien. Ein ehemaliger Angestellter der Stadt Hamburg, der zwischen 1950 und 1990 im öffentlichen Dienst gearbeitet hatte, hatte geklagt. Seit 1969 lebte er ununterbrochen mit seinem Partner zusammen, 2001 schlossen beide eine Lebenspartnerschaft. Als er daraufhin eine Erhöhung des Rentenanspruchs forderte, lehnte sein Arbeitgeber dies ab. Schwule und lesbische Staatsangestellte können rückwirkend entsprechende Leistungen nachfordern.
In der gesetzlichen Rentenversicherung Deutschlands wurden mit Wirkung vom 1. Januar 2005 auch die gleichgeschlechtlichen nach dem Lebenspartnerschaftsgesetz eingetragenen Lebenspartner in die Hinterbliebenenversorgung einbezogen.
Auch die überlebenden Lebenspartner haben seitdem nach § 46 Abs. 4 SGB VI Anspruch auf eine Hinterbliebenenrente. Entsprechendes gilt für die Erziehungsrente (§ 47 Abs. 4 SGB VI).
Nach einem Urteil des Bundesverfassungsgerichts sind auch in der betrieblichen Hinterbliebenenversorgung für die Arbeitnehmer des öffentlichen Dienstes nach der Satzung der Versorgungsanstalt des Bundes und der Länder (VBL) Ehen und eingetragene Lebenspartnerschaften gleich zu behandeln.

### Auswirkungen im Landesrecht
Vor der Föderalismusreform hatten die Länder Berlin, Schleswig-Holstein, Nordrhein-Westfalen, Mecklenburg-Vorpommern und Hamburg Anpassungen im Landesrecht bereits vorgenommen (Befangenheitsregelungen, Totensorge etc.). Nach der Föderalismusreform, bei der es möglich wurde, voneinander und vom Bund abweichenden Bestimmungen zur Beamtenbesoldung zu treffen, haben dreizehn Bundesländer Baden-Württemberg, Bremen, Berlin, Brandenburg, Hamburg, Mecklenburg-Vorpommern, Niedersachsen, Nordrhein-Westfalen, Saarland, Rheinland-Pfalz, Hessen, Schleswig-Holstein und Sachsen-Anhalt als Bundesländer die völlige Gleichstellung Lebenspartner im Landesrecht durchgesetzt.

### Aufhebung und Unterhalt

#### Internationale Zuständigkeit
Die internationale Zuständigkeit deutscher Gerichte für die Aufhebung einer Lebenspartnerschaft und für den Unterhalt bestimmt sich nach § 103 FamFG; die EheVO-II (Brüssel IIa) findet keine Anwendung. Demnach ist die deutsche Gerichtsbarkeit zur Entscheidung berufen, wenn einer der Lebenspartner Deutscher ist, einer seinen gewöhnlichen Aufenthalt im Inland hat oder Deutschland Registerort ist. Damit ist die Zuständigkeit klägerfreundlicher geregelt als für einen Ehegatten, welcher Scheidung oder Unterhalt begehrt. 

#### Aufhebung
Seit Januar 2005 sind die Voraussetzungen für die Aufhebung der Lebenspartnerschaft den Voraussetzungen für die Scheidung einer Ehe gleichgestellt (§ 15 LPartG). Die Lebenspartner müssen vor Einreichung des Aufhebungsantrags mindestens zwölf Monate voneinander getrennt gelebt haben. Vor 2005 war noch eine öffentlich beurkundete Erklärung einer oder beider Lebenspartner erforderlich, mit der sie erklärten, die Lebenspartnerschaft nicht fortsetzen zu wollen. Nach dieser beurkundeten Trennungserklärung und abgelaufener zwölf Monate bei einvernehmlicher oder drei Jahre bei einseitiger Erklärung konnte das Gericht die Lebenspartnerschaft aufheben, sofern die Fortsetzung der Lebenspartnerschaft nicht als unzumutbare Härte anzusehen war.

#### Unterhalt und Versorgungsausgleich nach Aufhebung
Gemäß § 12 ist der Unterhalt nach der Trennung und gemäß § 16 nach der Aufhebung einer Lebenspartnerschaft entsprechend dem Trennungsunterhalt bzw. dem nachehelichen Unterhalt zu behandeln. Auch der Versorgungsausgleich ist gemäß § 20 gleichgestellt.

### Bestattungsrecht
Nach dem Bestattungsrecht der deutschen Bundesländer ist der Lebenspartner gleich einem Ehepartner berechtigt und verpflichtet, für die Bestattung des verstorbenen Lebenspartners zu sorgen.

### Sonstige Wirkungen
- Begründung einer Schwägerschaft zu Verwandten des Lebenspartners mit prozessrechtlichen Folgen
- Befangenheits- und Angehörigenverhältnis des Lebenspartners in Gerichtsordnungen und bei Verfahrensbeteiligungen
- Aufenthaltsrecht für ausländischen Lebenspartner durch Eingehung der Lebenspartnerschaft
- Familienasyl für ausländischen Lebenspartner des anerkannten Asylberechtigten nach dem Asylverfahrensgesetz (heutige Bezeichnung: Asylgesetz)
- Lebenspartner von Unionsbürgern sind heterosexuellen Ehepartnern beim Recht auf Einreise und Aufenthalt im Freizügigkeitsgesetz/EU gleichgestellt.[82]
- Befreiung von der Rundfunkgebührenpflicht für ein Zweitgerät des Lebenspartners[83]
- Berücksichtigung des Partnerschaftseinkommens beim Auszubildenden/Studierenden und für die Förderungsberechtigung ausländischer Lebenspartner von Auszubildenden/Studierenden im Bundesausbildungsförderungsgesetz und im Aufstiegsfortbildungsförderungsgesetz.[84]
- Absicherungen und Förderungen bei Mitarbeiter des Auswärtigen Dienstes nach dem Gesetz über den Auswärtigen Dienst (Änderung des § 19 GAD) und Entwicklungshelfer im Entwicklungshelfer-Gesetz (Änderung des § 4 EhfG),
- Übergaberecht der Arztpraxis des in Ruhestand gehenden Arztes an Lebenspartner[85]
- Ausschluss des Lebenspartners als Angehöriger im Verwaltungsverfahren. Die Gleichstellung in § 20 VwvfG erfolgte zum 7. Juni 2013.
- Angehörigenverhältnis in steuerlichen Verfahren gemäß der Abgabenordnung[86],
- Ehefähigkeitsbescheinigung für Lebenspartner im Ausland
- Gleiche Regelungen bei der Erbschaft und Hofübergabe nach der Höfeordnung
- Gleiche prozessrechtlichen Rechte in der Zivilprozessordnung (Drittwiderspruchsklage nach § 774), in der Insolvenzordnung und im Gesetz über die Zwangsversteigerung und die Zwangsverwaltung (§ 180)
- Strafbarkeit einer doppelten Lebenspartnerschaft nach § 172 Strafgesetzbuch
- Angehörigenstatus im § 16 Zehntes Buch Sozialgesetzbuch (SGB X)
- Eintrittsrecht bei Todesfall des Lebenspartners in den Mietvertrag

## Partnerschaften nach ausländischem Recht
Lebenspartnerschaften nach deutschem Recht können nur vor den o. g. zuständigen Landesbehörden geschlossen werden; vor deutschen Konsulaten im Ausland können keine Lebenspartnerschaften abgeschlossen werden.
Bei einer ausländischen Behörde abgeschlossene Partnerschaften ausländischen Rechts zwischen zwei Männern oder zwei Frauen werden in Deutschland anerkannt, wenn es sich um eine der deutschen Lebenspartnerschaft grundsätzlich vergleichbare Rechtsform handelt. Dann richtet sich diese Partnerschaft nach dem Recht des Registerstaates, entfaltet aber in Deutschland keine weitergehende Wirkung als eine deutsche Lebenspartnerschaft (besondere ordre-public-Klausel, Art. 17b Abs. 4 EGBGB). Reicht die rechtliche Wirkung einer im Ausland geschlossenen Lebenspartnerschaft weniger weit als in Deutschland, gilt wegen Art. 17b Abs. 1 Satz 1 EGBGB der Grundsatz des schwächeren Rechts. Um deutsches Recht zur Anwendung zu bringen, besteht jedoch die Möglichkeit, eine Lebenspartnerschaft auch an einem Registerort in Deutschland zu begründen (Art. 17b Abs. 3 EGBGB).
Die Urkunde einer ausländischen Partnerschaft muss gegebenenfalls übersetzt und legalisiert werden. Ob eine im Ausland geschlossene gleichgeschlechtliche Ehe in Deutschland nichtig, als Ehe gültig oder in eine Lebenspartnerschaft umzudeuten ist, war strittig. Der Bundesfinanzhof ist in einem Urteil davon ausgegangen, dass eine Ehe zwischen zwei Niederländerinnen in Deutschland als Lebenspartnerschaft zu betrachten ist. Das Verwaltungsgericht Berlin hat entschieden, dass eine in Kanada geschlossene Ehe zwischen zwei Männern als Lebenspartnerschaft ins Melderegister einzutragen ist.

## Rechtliche Unterscheidung zur Ehe
Die eingetragene Lebenspartnerschaft bewirkt in Deutschland in vielen Bereichen die gleichen Rechtsfolgen wie eine Ehe, wenngleich sie rechtlich als nicht identisch mit einer Ehe angesehen wird. In wenigen Rechtsbereichen gibt es jedoch teils gravierende Unterschiede.

### Verfassungsrecht
Die eingetragene Lebenspartnerschaft fällt nicht in den Schutzbereich der Ehe nach Artikel 6 des Grundgesetzes (GG). Dies wird damit begründet, dass die Ehe nur mit einem Partner des jeweils anderen Geschlechts geschlossen werden könne, da ihr als Wesensmerkmal die Verschiedengeschlechtlichkeit der Partner innewohne. Daraus ergibt sich nicht, dass die Lebenspartnerschaft sich in ihren Rechtsfolgen von der Ehe unterscheiden muss; es ist nur ausgesagt, dass es kein verfassungsmäßiges Recht auf eine Lebenspartnerschaft oder deren spezifische Ausgestaltung gibt, sondern dieses Recht vom Gesetzgeber erteilt wird und auch von diesem wieder aufgehoben werden kann.
In Schrifttum und Literatur gibt es bislang nur ein Urteil, das auf einfachgesetzlicher Ebene die Ehe als nicht durch Mann und Frau definiert sieht.
Die Aktion Standesamt hatte durch ein Urteil feststellen lassen, dass die durch Grundgesetz festgelegte Definition der Ehe einfachgesetzlich nicht festgelegt wurde, allerdings wurde diese Sichtweise in der nächsten Instanz korrigiert. Der Begriff der Ehe sei daher verfassungskonform dahingehend auszulegen, dass das Recht der Eheschließung auch gleichgeschlechtlichen Paaren offensteht.
Mit einstimmigem Urteil vom 18. Februar 2013 hat das Bundesverfassungsgericht dann in seinen Leitsätzen festgestellt, dass eingetragene Lebenspartner, die mit dem leiblichen oder angenommenen Kind eines Lebenspartners in sozial-familiärer Gemeinschaft leben, mit diesem eine durch Art. 6 Abs. 1 GG geschützte Familie im Sinne des Grundgesetzes bilden.

### Berufsständische Versorgung
Eine Anpassung fehlt nur noch in wenigen Versorgungswerken der berufsständischen Versorgung. Die meisten Versorgungswerke haben die Hinterbliebenenversorgung an die Eingetragene Lebenspartnerschaft angepasst.
|                   | BW      | BY      | BE   | BB   | HB      | HH   | HE   | MV   | NI   | NW        | NW          | RP      | RP    | RP     | RP   | SL      | SN      | ST   | SH   | TH   |
| Berufsstand       |         |         |      |      |         |      |      |      |      | Nordrhein | Westf.Lippe | Koblenz | Trier | Rh.He. | Pf.  |         |         |      |      |      |
| ----------------- | ------- | ------- | ---- | ---- | ------- | ---- | ---- | ---- | ---- | --------- | ----------- | ------- | ----- | ------ | ---- | ------- | ------- | ---- | ---- | ---- |
| Ärzte             | voll    | voll    | voll | voll | voll    | voll | voll | voll | voll | voll      | voll        | voll    | voll  | ➝ BY   | ➝ BY | voll    | voll    | voll | voll | voll |
| Apotheker         | ➝ BY    | voll    | voll | ➝ BE | ➝ W.Li. | ➝ NI | voll | voll | voll | ?         | voll        | ➝ BY    | ➝ BY  | ➝ BY   | ➝ BY | ➝ BY    | voll    | ➝ NI | voll | ➝ SN |
| Architekten       | voll    | voll    | voll | ➝ BE | ➝ NW    | ➝ BW | ➝ NW | ➝ SN | ➝ BY | voll      | voll        | ➝ BY    | ➝ BY  | ➝ BY   | ➝ BY | ➝ NW    | voll    | ➝ SN | ➝ BW | ➝ SN |
| Ingenieure        | ?       | voll    | ➝ BY |      |         |      | ➝ BY |      | voll |           |             | ➝ BY    | ➝ BY  | ➝ BY   | ➝ BY | ➝ BY    | ➝ BY    |      |      | ➝ BY |
| Notare            |         | —       |      | ➝ SN |         | voll |      | ➝ SN |      | voll      |             | voll    | voll  | voll   | ➝ BY |         | i.Gen.  | ➝ SN |      | ➝ SN |
| Psychotherapeuten | ➝ NW    | voll    |      | ➝ NW | ➝ NI    | ➝ NI | ➝ NI | ➝ NW | voll | voll      | voll        | ➝ NI    | ➝ NI  | ➝ NI   | ➝ NI | ➝ BY    | ➝ NW    | ➝ NW | voll | ➝ NW |
| Rechtsanwälte     | voll    | voll    | voll | voll | voll    | voll | voll |      | voll | voll      | voll        | voll    | voll  | voll   | voll | voll    | voll    | voll |      |      |
| Steuerberater     | voll    | ➝ RAe   |      | voll |         |      | voll |      | voll | voll      | voll        | voll    | voll  | voll   | voll | i.Gen.  | voll    | —    |      | ➝ NW |
| Tierärzte         | ➝ Ärzte | ➝ Ärzte | ➝ MV | ➝ MV | ➝ NI    | ➝ NI | voll | voll | voll | voll      | voll        | ➝ BY    | ➝ BY  | ➝ BY   | ➝ BY | ➝ BY    | ➝ Ärzte | ➝ TH | ➝ NI | —    |
| Wirtschaftsprüfer | ➝ NW    | ➝ NW    | ➝ NW | ➝ NW | ➝ NW    | ➝ NW | ➝ NW | ➝ NW | ➝ NW | voll      | voll        | ➝ NW    | ➝ NW  | ➝ NW   | ➝ NW | i.Gen.  | ➝ NW    | ➝ NW | ➝ NW | ➝ NW |
| Zahnärzte         | ➝ Ärzte | ➝ Ärzte | voll | ➝ BE | ➝ BE    | voll |      |      | voll | voll      | voll        | voll    | voll  | voll   | ➝ BY | ➝ Ärzte | voll    | voll | voll |      |

### Sonstiges
Neben dem für gleichgeschlechtliche, verpartnerte Paare bedeutendsten abweichenden gegenwärtigen Rechtsbereich, dem gemeinschaftlichen gleichzeitigen Adoptionsrecht nichtleiblicher Kinder, gibt es weitere Unterschiede:
- im fehlenden Antragsrecht des Lebenspartners in § 7 im Strafrechtlichen Rehabilitierungsgesetz
- bei der nicht vorgesehenen Vorlage einer Lebenspartnerschaftsurkunde in § 39 in der Approbationsordnung der Ärzte

## Entstehung und spätere Änderungen des Gesetzes

### Vorgeschichte und Ausgangslage
Vorausgegangen war die Entkriminalisierung der Homosexualität (§ 175, reformiert 1969 (Straffreiheit für männliche unter 18-Jährige und über 21-Jährige) und 1973 (Straffreiheit für männliche unter 18-Jährige und über 18-Jährige), 1994 im Zuge der Wiedervereinigung aufgehoben.) Darlehensverträge und Schenkungen unter gleichgeschlechtlichen Partnern, die miteinander eine sexuelle Beziehung hatten, galten noch 1982 in erster Instanz vor dem Amtsgericht Worms als sittenwidrig, was aber in 2. Instanz aufgehoben wurde. Gleichgeschlechtliches Zusammenleben galt ebenfalls als sittenwidrig, manche Paare wählten – unter anderem um dem Zusammenleben einen rechtsgültigen Titel zu geben – den Weg der Adoption. Erst 1984 entschied der Bundesgerichtshof zum Mietrecht, dass „eine allgemeingültige Auffassung, wonach das Zusammenleben unverheirateter Personen gleichen oder verschiedenen Geschlechts zu zweit in einer eheähnlichen Gemeinschaft sittlich anstößig sei, heute nicht mehr feststellen lasse.“ Er stellte auch ausdrücklich fest, dass das in Artikel 2 Abs. 1 des Grundgesetzes stehende Sittengesetz den Anschauungen der Zeit unterworfen ist. 1988 stellte das Oberlandesgericht Hamburg im Rahmen einer Prüfung, ob ein Vater seinem homosexuellen Sohn den erbrechtlichen Pflichtteil entziehen kann, fest, dass „in unserer Gesellschaft eine Vielzahl von Personen lebt, die ungeachtet ihrer Homosexualität ein sozial akzeptiertes Leben führen“, und bestätigte, dass das Zusammenleben in einer gleichgeschlechtlichen Dauerbeziehung keinen „ehrlosen und unsittlichen Lebenswandel“ begründet. Bei einer Anhörung im Bundestag über eheähnliche Gemeinschaften erklärte die Vorsitzende 1988 gleich zu Beginn, dass man nur die Probleme heterosexueller Gemeinschaften erörtern wolle, da die Einbeziehung gleichgeschlechtlicher Lebensgemeinschaften nur zu einem Scheitern des Vorhabens führen würde.
Während in Deutschland die Zusammenarbeit der unterschiedlichen Schwulenverbände Ende der achtziger / Anfang der neunziger Jahre aufgrund unterschiedlicher Entwürfe (vgl. Lebensformenpolitik) zerbrach, wurden Forderungen nach einer rechtlichen Absicherung gleichgeschlechtlicher Partnerschaften dennoch lauter, nachdem immer mehr europäische Staaten – allen voran Dänemark 1989 – entsprechende Gesetze erlassen hatten. Durch das Gesetz in Dänemark begannen sich auch die deutschen Mainstream-Medien mit diesem Thema zu befassen und eine allgemeine öffentliche Diskussion anzustoßen. Der Bundestagsabgeordnete Volker Beck (Bündnis 90/Die Grünen) startete nach Austritt aus dem Bundesverband Homosexualität (BVH) und Wechsel zum Lesben- und Schwulenverband in Deutschland (LSVD) mit einigen Mitstreitern vor allem aus der Bundesarbeitsgemeinschaft Schwulenpolitik zu Beginn der 1990er Jahre eine Initiative, die Homosexuellen die Zivilehe ermöglichen sollte. Diese Initiative fand bei der politischen Lesben- und Schwulenbewegung erst allmählich Unterstützung. Nach einer bei der Aktion Standesamt 1992 eingereichten Klage wies das Bundesverfassungsgericht im Oktober 1993 eine Verfassungsklage gegen das faktische Eheverbot ab; der Beschluss enthielt aber einen Hinweis darauf, dass eine Öffnung der Ehe in Betracht komme, wenn die Bevölkerung hier einen Bewusstseinswandel erkennen lasse. Erst mit dem Regierungswechsel 1998 bestand in Deutschland die Chance einer parlamentarischen Umsetzung der Gesetzentwürfe der Grünen.

### Verabschiedung des Lebenspartnerschaftsgesetzes

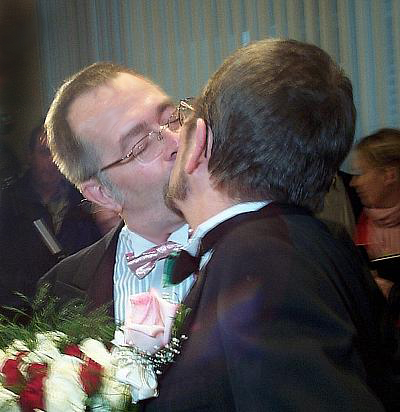
Erste gleichgeschlechtliche Heirat in Québec

Das Gesetz wurde im November 2000 durch den Bundestag mit den Stimmen von SPD und Bündnis 90/Die Grünen gegen die Stimmen von CDU/CSU-Fraktion und FDP beschlossen und trat am 1. August 2001 in Kraft. Mit der Lebenspartnerschaft wurden gleichgeschlechtliche Partnerschaften in Deutschland erstmals – von der Hamburger Ehe (die allerdings nur geringe rechtliche Auswirkungen hatte, und diese auf Hamburg beschränkt) abgesehen – rechtlich anerkannt.
Die in dem Gesetz enthaltenen Regelungen sind weniger weitreichend als der ursprüngliche Gesetzentwurf zunächst vorgesehen hatte. Insbesondere fehlen beamten- und steuerrechtliche Regelungen. Dies liegt daran, dass der ursprüngliche Gesetzentwurf neben seinem Kern ein sehr umfangreiches und detailliertes Änderungsregelwerk anderer Gesetze enthielt, das zu einem umfassenden Paket gekoppelt war (Junktim). Wegen des Widerstandes im Bundesrat wurde es in zwei Teile aufgespalten, von denen einer der Zustimmung des Bundesrats nicht bedurfte und als Gesetz zustande kam (LPartG). Dies war der wesentlichere Teil. Der andere Teil (Lebenspartnerschaftsgesetzergänzungsgesetz, (LPartGErgG)) blieb zustimmungsbedürftig, erhielt aber wegen des Widerstandes der CDU/CSU-regierten Länder keine Zustimmung im Bundesrat.
Die Länder Bayern, Sachsen und Thüringen leiteten nach dem Beschluss des Bundestags für das Lebenspartnerschaftsgesetz im Jahr 2001 ein abstraktes Normenkontrollverfahren beim Bundesverfassungsgericht ein. Es sollte festgestellt werden, dass das LPartG verfassungswidrig und nichtig sei, da
- die Aufspaltung eines Gesetzesentwurfspakets im angelaufenen Gesetzgebungsverfahren unzulässig sei und gegen die Mitwirkungsrechte des Bundesrates verstoße und
- materiell der nach Art. 6 des Grundgesetzes gebotene Schutz von Ehe und Familie dem LPartG entgegenstehe, weil dieser Schutz ein immanentes Abstandsgebot zu anderen Rechtsinstituten enthalte und diese im Endeffekt unzulässig mache.

Das Bundesverfassungsgericht hat mit Urteil vom 17. Juli 2002 (BVerfGE 105, 313) dieses Begehren jedoch in allen Punkten verneint.

### Änderungen durch das Gesetz zur Überarbeitung des Lebenspartnerschaftsrechts
In der 15. Wahlperiode des Bundestages wurde dieser Teil erneut und fast wortgleich von der FDP, die es 2000 selbst noch im Bundestag abgelehnt hatte, als Gesetzesentwurf eingebracht (Lebenspartnerschaftsgesetzergänzungsgesetz, BT-Drs. 15/2477), jedoch von den Fraktionen der SPD und Bündnis 90/Die Grünen vertagt, da das Gesetz nicht an die bis dahin schon erfolgte Rechtsentwicklung angepasst worden war.
Auf Initiative der Grünen und ihres Parlamentarischen Geschäftsführers Volker Beck wurde schließlich im Sommer 2004 dennoch ein Gesetz vorgelegt. Am 29. Oktober 2004 beschloss der Bundestag mit den Stimmen von SPD, Grünen und FDP das Gesetz zur Überarbeitung des Lebenspartnerschaftsrechts, das das Lebenspartnerschaftsgesetz und andere Gesetze änderte und erweiterte. Dieses Gesetz bedurfte auch nicht der Zustimmung des Bundesrates und trat am 1. Januar 2005 in Kraft.
Die Regelungen im Einzelnen:
- Lebenspartner leben – wie Ehegatten – im Güterstand der Zugewinngemeinschaft, wenn sie nichts anderes vereinbaren.
- Im Unterhaltsrecht nach der Trennung erfolgt weitgehende Gleichbehandlung (u. a. Versorgungsausgleich).
- Zudem wurde ein Verlöbnis eingeführt. Lebenspartner können sich nunmehr wie Ehegatten mit Rechtswirkung verloben.
- Ferner regelt das Gesetz, dass Stiefeltern das leibliche Kind ihres Lebenspartners adoptieren können (Stiefkindadoption). Es gelten die allgemeinen Regelungen des Adoptionsrechts, wonach der andere leibliche Elternteil der Adoption des Kindes durch den Lebenspartner zustimmen muss. Die zuständigen staatlichen Stellen müssen darüber hinaus in jedem Einzelfall prüfen, ob die Stiefkindadoption dem Kindeswohl entspricht.
- Die Regelungen der Hinterbliebenenversorgung in der gesetzlichen Rentenversicherung erstrecken sich nunmehr auch auf Lebenspartner.
- Eine existierende Lebenspartnerschaft wurde explizit als Ehehindernis aufgezählt.
- Die Aufhebung einer Lebenspartnerschaft folgt denselben Regeln, wie sie auch für die Ehescheidung gelten; lediglich bei der Härteklausel (siehe Scheidung) werden etwaige Kinder nicht berücksichtigt (Das Gesetz spricht von Aufhebung und nicht von Scheidung, aber es gibt auch weitere Aufhebungsgründe, die bestimmte Gründe zur Aufhebung einer Ehe übernehmen, so dass der Begriff nicht eindeutig ist).

Umstrittenster Punkt in den parlamentarischen Beratungen war die Einführung der Stiefkind-Adoption. Diese war ursprünglich vom SPD-geführten Land Berlin im Rahmen der Justizministerkonferenz von Bund und Ländern vorgeschlagen worden. Als die Initiative schließlich Eingang in das Gesetzgebungsverfahren fand, wurde sie von der bayrischen CSU zum Anlass genommen, erneut gegen das LPartG vor das Bundesverfassungsgericht zu ziehen. Eine Entscheidung des höchsten Gerichts erfolgte aufgrund Antragsrücknahme nicht. Im Juli 2009 zog die bayrische Regierung ihren Normenkontrollantrag zurück. Die Erfolgsaussichten des Antrages wurden allgemein als eher gering eingeschätzt.
Das Bundesland Hamburg problematisierte außerdem die Einführung des Verlöbnisses vor der Schließung einer Lebenspartnerschaft als Hindernis bei der Strafverfolgung (Stichwort: Zeugnisverweigerungsrecht).
Im Koalitionsvertrag der rot-grünen Koalition, der die Vorhaben bis 2006 festlegte, war ein neues Lebenspartnerschaftsergänzungsgesetz angekündigt worden, das den zustimmungspflichtigen Bereich (Steuerrecht, Beamtenrecht etc.) tangiert hätte. Durch die vorgezogenen Neuwahlen im September 2005 wurde dieses Vorhaben jedoch nicht mehr realisiert. Die Zustimmung des Bundesrats galt ohnehin als unwahrscheinlich.

### Rezeption des Gesetzes

#### Rezeption durch whk, LSVD und Lesbenring
Von vielen Lesben und Schwulen – wie zum Beispiel dem Lesbenring, dem Lesben- und Schwulenverband in Deutschland oder Mitgliedern des neuen whk – wurde das Ungleichgewicht zwischen Rechten und Pflichten bei den Rechtsfolgen der Lebenspartnerschaft kritisiert (siehe: Rechtliche Unterscheidung zur Ehe). Manche der Kritiker sahen in der Lebenspartnerschaft in Anlehnung an die Ehe eine weitere Institution der ihrer Ansicht nach reformbedürftigen Auffassung „bürgerlicher Sexualität“ bzw. einen Ausdruck des „Patriarchats“. Einige davon sahen darin eine Ablenkung von dem ihrer Überzeugung nach anzustrebenden Ziel der Abschaffung der Institution Ehe.

#### Kritik an Mitarbeit
Es wird die Kritik geäußert, dass die Schaffung neuer Normen für schwule und lesbische Lebensweisen dem Ziel der Gleichbehandlung aller Lebensformen, zum Beispiel auch polyamorer Familien, entgegenwirke (siehe Lebensformenpolitik). Diese Organisationen, die dem Konzept der Lebenspartnerschaft kritisch gegenüberstanden, wurden von der Bundesregierung nicht zu den Verhandlungen über das Lebenspartnerschaftsgesetz eingeladen, anders als der das Lebenspartnerschaftsgesetz befürwortende LSVD.

#### Rezeption der deutschen Volkskirchen
Die Leitung der römisch-katholischen Kirche in Rom lehnt die Lebenspartnerschaft ab. So hatte Papst Johannes Paul II. alle katholischen Parlamentarier dazu aufgefordert, die rechtliche Anerkennung einer Lebenspartnerschaft abzulehnen. Benedikt XVI. führte nach dem Tod Johannes Pauls II. diese Politik fort. Demgegenüber ist der Vorsitzende der Deutschen Bischofskonferenz, Robert Zollitsch, mit entsprechenden staatlichen Regelungen zur Lebenspartnerschaft einverstanden, soweit sie keine Gleichstellung zur Ehe darstellen.
Papst Franziskus hat im Gegensatz zu seinen Vorgängern keine Einwände gegen ein Lebenspartnerschaftsgesetz, solange keine Eheangleichung stattfindet.
Im Mai 2015 hob die Deutsche Bischofskonferenz die „Erklärung zur Unvereinbarkeit von Lebenspartnern nach dem Lebenspartnerschaftsgesetz“ vom 24. Juni 2002 auf. Mit der Neufassung der kirchlichen Arbeitsbestimmungen 2015 ist das Eingehen einer eingetragenen Lebenspartnerschaft mit einem gleichgeschlechtlichen Partner inzwischen kein automatischer Kündigungsgrund mehr; sie stellt weiterhin einen Loyalitätsverstoß dar, soll aber analog zur Wiederverheiratung nur noch in Ausnahmefällen geahndet werden.
Im Gegensatz zur katholischen Kirchenleitung kommt aus der Kirchenleitung der EKD in Deutschland nach intensiven, langjährigen Diskussionen fast einheitlich bei allen evangelischen Bischöfen Zustimmung zur Lebenspartnerschaft. So erging im Jahre 2000 das Grundsatzpapier der Bischöfe der EKD „Verantwortung und Verlässlichkeit stärken“, wonach standesamtliche Partnerschaften zwischen gleichgeschlechtlichen Paaren zu unterstützen seien und diese keine sündhaften Beziehungen darstellen.
So seien standesamtliche Partnerschaften zwischen gleichgeschlechtlichen Paaren zu unterstützen, da sie für die Beteiligten Orte der Bewährung und Einübung mitmenschlichen Beistands sein können. Als positiver Aspekt wird von der EKD auch aus der Sicht des evangelischen Glaubens und der evangelischen Ethik die Festigung von Verantwortungsgemeinschaften auch bei gleichgeschlechtlichen Lebenspartnerschaften angesehen.
Ähnlich wie bei der evangelischen Kirche hat sich die 53. Synode des Katholischen Bistums der Altkatholiken in Deutschland 1997 in folgender Weise geäußert: „Die Synode stellt fest, daß in vielen unserer Gemeinden gleichgeschlechtlich liebende Frauen und Männer integriert sind. Die Synode bittet die Gemeinden, sich um ein Klima der Akzeptanz, der Offenheit und Toleranz gegenüber homosexuell liebenden und lebenden Menschen weiterhin zu bemühen.“
In den Gemeinden der Altkatholiken werden Lebenspartnerschaften gesegnet.

#### Rezeption durch Verfassungsrechtler
Bis zu einem Urteil des Bundesverfassungsgerichts am 17. Juli 2002 war umstritten, ob die Lebenspartnerschaft verfassungsgemäß sei und ob ein rechtlicher Unterschied zwischen Ehe und Lebenspartnerschaft bestehen müsse (Abstandsgebot). Entgegen der damaligen, allgemeinen Meinung der CDU, großer Teile der FDP (so in Bundestagsdebatten geäußert) und des SPD-geführten rheinland-pfälzischen Innenministeriums erkannte das Bundesverfassungsgericht keinen verfassungsmäßigen Zwang für einen Abstand, vielmehr dürfe die Lebenspartnerschaft der Ehe gleichgestellt, aber nicht besser als sie gestellt werden. Der Staat dürfe im Übrigen auch nichteheliche Lebensgemeinschaften regeln.
Als wesentlichen Grund dafür, dass die Lebenspartnerschaft zur Ehe nicht in Konkurrenz treten könne, gab das Bundesverfassungsgericht an, dass sich die beiden Gesetze auf verschiedene Personengruppen bezögen und somit niemand vor der Entscheidung stehen könne, entweder eine Lebenspartnerschaft oder aber eine Ehe einzugehen. Damit übernahm das Gericht die Argumentation von Manfred Bruns, der als Vertreter des LSVD gehört worden war.

### Diskussionen um ein Erweiterungsgesetz unter der Großen Koalition
Am 10. Februar 2006 diskutierte der Bundestag auf Antrag von Bündnis 90/Die Grünen über die Forderung nach Gleichstellung im Steuer-, Beamten- und Adoptionsrecht und eine bundeseinheitliche Begründung der Lebenspartnerschaften auf dem Standesamt. Der Antrag verlangte von der Bundesregierung die Vorlage eines entsprechenden Lebenspartnerschaftsergänzungsgesetzes. Die Linksfraktion, die FDP und die SPD äußerten sich in der anschließenden Debatte positiv bezüglich der Intention des Antrags. Nach der Föderalismusreform ist wegen Art. 84 GG n.F. eine bundesgesetzlich geregelte Zuständigkeit des Standesamtes wohl nicht mehr möglich. Die Rednerin für die CDU/CSU-Fraktion, Ute Granold, CDU, ließ erstmals eine mögliche Bereitschaft zur Änderung beim Steuer- und Beamtenrecht erkennen. Jedoch gibt es keinen Hinweis darauf, dass dies mehr als eine Einzelmeinung darstellt. Der Antrag wurde dann in die Fachausschüsse zur weiteren Beratung verwiesen. Bemühungen der GRÜNEN, den Antrag zur zweiten und dritten Lesung im Plenum zu bringen, wurden immer wieder von den Koalitionsvertretern in den Ausschüssen zum Scheitern gebracht.
Die FDP-Fraktion hat am 29. Juni 2006 einen Gesetzentwurf in den Bundestag eingebracht, der die Gleichstellung der Lebenspartnerschaft im Erbschaftssteuergesetz regeln soll. Im März 2009 brachte die FDP einen Gesetzentwurf in den Bundestag zur Zulassung der gemeinschaftlichen Adoption durch verpartnerte Paare ein. Am 17. November 2006 brachten Bündnis 90/Die Grünen einen weitergehenden, umfassenden Entwurf ein. Ebenso brachte die Linkspartei.PDS am 27. April 2007 einen umfassenden Entwurf zur Gleichstellung von Lebenspartnerschaften in den Bundestag ein.
Im Grundsatzprogramm von 2007 erkennt die CDU an, dass auch in gleichgeschlechtlichen Partnerschaften „Werte gelebt werden, die grundlegend für unsere Gesellschaft sind“. Die Entscheidung in solchen Partnerschaften zu leben und die Einführung der Eingetragenen Lebenspartnerschaft wird akzeptiert. Eine Gleichstellung mit der Ehe wird hingegen abgelehnt, ebenso wie ein Adoptionsrecht für homosexuelle Paare. Es wird betont, dass man auch im Falle von kinderlosen Ehen am Ehegattensplitting festhalten wolle. Die Ehe stehe auch in diesen Fällen unter besonderem Schutz, Begründung: „Auch in Ehen, die ohne Kinder bleiben, übernehmen Männer und Frauen dauerhaft füreinander Verantwortung.“
Ebenso erfolgt im neuen Grundsatzprogramm der CSU ab 2007 erstmals die Anerkennung von homosexuellen Lebenspartnerschaften. Die Form dieser Anerkennung wurde nicht näher dargestellt; die Gewährung dieser nicht näher spezifizierten Rechte wurde jedoch davon abhängig gemacht, dass in diesen Partnerschaften Menschen füreinander einstehen und verlässlich Verantwortung und Sorge füreinander übernehmen. Leitbild bleibt somit für die CSU in der Gesellschaft die Ehe, und eine Gleichstellung zur Ehe ist seitens der CSU nicht gewollt.
Auch die SPD bekennt sich in ihrem neuen Parteigrundsatzprogramm vom Oktober 2007 zur allgemeinen Anerkennung der Lebenspartnerschaft: „Wir orientieren unser Familienbild an der gesellschaftlichen Wirklichkeit. Wir wollen den Menschen kein Lebensmodell vorschreiben. Die meisten Menschen wünschen sich die Ehe, wir schützen sie. Gleichzeitig unterstützen wir andere gemeinsame Lebenswege, nichteheliche Lebensgemeinschaften, gleichgeschlechtliche Lebenspartnerschaften, alleinerziehende Eltern. Alleinerziehende Mütter und Väter bedürfen unserer besonderen Unterstützung. Familie ist dort, wo Kinder sind und wo Lebenspartner oder Generationen füreinander einstehen.“
Die Verbesserung bei der Anerkennung gleichgeschlechtlicher Partnerschaften in den Parteiprogrammen durch CDU und CSU sowie die Bestätigung der Anerkennung der SPD fand zur Zeit der Großen Koalition auf Bundesebene kaum Entsprechungen auf Gesetzesebene. Auch bei Detailfragen wurde die Gleichstellung oftmals seitens der CDU/SPD-Regierung verweigert: so geschehen bei der Frage der behördlichen Zuständigkeit für die Verpartnerung, beim Pfändungsschutz der Altersvorsorge oder bei der Neuregelung der Bundesbeamtenreform im Bundestag. Nur in der verabschiedeten Reform der Erbschaftsteuer wurde der Erbschaftsteuerfreibetrag auf die gleiche Höhe (500.000 Euro) wie bei Ehegatten angepasst; diese Verbesserung der Rechtssituation ging mit einer deutlichen Erhöhung der Steuersätze für Beträge über den Freibetrag hinaus einher. Damit wurden zwar die meisten Erbschaften faktisch steuerfrei; bei größeren Erbschaften wird jedoch aufgrund der größeren Differenz in den Steuersätzen zum bisherigen Stand die Ungleichbehandlung zwischen Ehepartnern und Lebenspartnern erhöht. Des Weiteren wurden Lebenspartnerschaften im Bereich der Einkommensteuer beim Sonderausgabenabzug für Kranken- und Pflegeversicherungsbeiträge beim Bürgerentlastungsgesetz im Juni 2009 gleichgestellt.

### Entwicklungen von 2009 bis 2013: CDU/CSU/FDP-Bundesregierung
Am 22. Oktober 2009 veröffentlichte das Bundesverfassungsgericht einen Beschluss vom 7. Juli 2009, der die Benachteiligung von eingetragenen Lebenspartnerschaften bei Betriebsrenten im öffentlichen Dienst nach der Satzung der Versorgungsanstalt des Bundes und der Länder (VBL) für verfassungswidrig erklärt und ein Urteil des Bundesgerichtshofs aufhebt (Az.: 1 BvR 1164/07).
Im Koalitionsvertrag vom 26. Oktober 2009 zwischen CDU, CSU und FDP für die 17. Legislaturperiode des Deutschen Bundestags verpflichten sich die Regierungsparteien: „Wir werden […] gleichheitswidrige Benachteiligungen im Steuerrecht abbauen und insbesondere die Entscheidungen des Bundesverfassungsgerichts zur Gleichstellung von Lebenspartnern mit Ehegatten umsetzen“.
Am 26. November 2009 hat der Wissenschaftliche Dienst des Deutschen Bundestags eine Analyse der Entscheidung des Bundesverfassungsgerichts vom 7. Juli 2009 veröffentlicht. Demnach ist die Gleichstellung von eingetragenen Lebenspartnern mit Ehegatten in sämtlichen Bereichen verfassungsrechtlich geboten.
2010 hat die CDU/CSU/FDP-Regierungskoalition neben der Gleichstellung von Lebenspartnern im BaföG im Jahressteuergesetz 2010 die Gleichstellung von Lebenspartnern in der Erbschafts- und Schenkungsteuer bei den Steuersätzen als auch die Befreiung des Lebenspartners in der Grunderwerbsteuer vorgesehen. Die Änderungen sind im Jahressteuergesetz 2010 vom 8. Dezember 2010 enthalten.
Am 28. Oktober 2010 lehnte die Regierungskoalition eine Gleichstellung von Lebenspartnern in der Einkommensteuer ab.
Des Weiteren beschloss die CDU/CSU/FDP-Regierung ein Gesetz zur Übertragung ehebezogener Regelungen im öffentlichen Dienstrecht auf Lebenspartnerschaften. Das Gesetz wurde im November 2011 verkündet.
Im April 2011 wurde eine Initiative von Hamburg und Berlin zur Gleichstellung homosexueller Partnerschaften im Einkommensteuer- und Adoptionsrecht wiederum von den CDU/CSU-regierten Bundesländern verhindert. Im Juni 2011 wurde eine Initiative des Landes Nordrhein-Westfalen von SPD und Bündnis 90/Die Grünen zur Gleichstellung eingetragener Partnerschaften im Einkommensteuerrecht abermals von den CDU/CSU-regierten Bundesländern verhindert.
Im März 2012 erfolgte eine faktische Gleichstellung von verpartnerten Paaren in der Einkommensteuer seitens der Länderfinanzverwaltungen aufgrund mehrerer Urteile von Finanzgerichten in den verschiedenen Bundesländern.
Am 18. Februar 2013 stärkt das Bundesverfassungsgericht das Adoptionsrecht gleichgeschlechtlicher Lebenspartnerschaften. Nach seinem Urteil ist das Verbot der Sukzessivadoption für gleichgeschlechtliche Lebenspartnerschaften nicht verfassungsgemäß.
Am 6. Juni 2013 erklärte das Bundesverfassungsgericht die Ungleichbehandlung von Lebenspartnerschaften und Ehen im Steuerrecht, insbesondere die Nichtgewährung des Ehegattensplittings für Lebenspartnerschaften, für verfassungswidrig. Das Gericht sah keine „gewichtigen Sachgründe für eine Ungleichbehandlung“; auf alle noch nicht bestandskräftig veranlagten Steuerfälle ist die neue Rechtslage anzuwenden. Am 27. Juni 2013 verabschiedete der Bundestag das Gesetz zur Änderung des Einkommensteuergesetzes in Umsetzung der Entscheidung des Bundesverfassungsgerichtes vom 7. Mai 2013.

### Entwicklungen ab 2013: CDU/CSU/SPD-Regierung
Im Koalitionsvertrag der 18. Wahlperiode vom 16. Dezember 2013 vereinbarten CDU, CSU und SPD, bestehende Diskriminierungen von gleichgeschlechtlichen Lebenspartnerschaften und von Menschen auf Grund ihrer sexuellen Identität in allen gesellschaftlichen Bereichen zu beenden.
Am 27. Juni 2014 trat das Gesetz zur Umsetzung der Entscheidung des Bundesverfassungsgerichts zur Sukzessivadoption durch Lebenspartner in Kraft.
Am 24. Juli 2014 trat das Gesetz zur Anpassung steuerlicher Regelungen an die Rechtsprechung des Bundesverfassungsgerichts in Kraft.
Am 10. Juli 2015 verabschiedete die Regierungskoalition von CDU/CSU und SPD im Bundesrat das Gesetz zur Bereinigung des Rechts der Lebenspartner. Am 24. September 2015 wurde das Gesetz zur Bereinigung des Rechts der Lebenspartner in Erster Lesung im Bundestag beraten. Am 15. Oktober 2015 wurde das Gesetz zur Bereinigung des Rechts der Lebenspartnerschaft in Zweiter und Dritter Lesung im Bundestag verabschiedet.
Nachdem bereits 2007 die Partei CDU das Lebenspartnerschaftsinstitut in ihrem Grundsatzprogramm aufgenommen und akzeptiert hatte, verabschiedete 2016 die bayrische CSU in ihrem Grundsatzprogramm „Ordnung“ die Befürwortung und Akzeptanz des Lebenspartnerschaftsinstitutes.

## Statistik
Der Familienstand „eingetragene Lebenspartnerschaft“ wird im Mikrozensus seit 2006 abgefragt.
Der Familienstand „gleichgeschlechtliches Ehepaar im gemeinsamen Haushalt“ kann seit dem Mikrozensus 2018 dargestellt werden. Die Frage zu Lebenspartnerschaften im Haushalt ist seit dem Mikrozensus 2017 Pflichtangabe (dies schließt die Angabe zu den gleichgeschlechtlichen Partnern im Haushalt ein). Bis zum Mikrozensus 2016 war die Angabe des Lebenspartners im Haushalt freiwillig – die Angabe zu gleichgeschlechtlichen Partnerschaften kann daher bis zum Jahr 2016 als Untergrenze interpretiert werden.
| Jahr | Gleichgeschlechtliche Paare (insgesamt) | darunter: gleichgeschlechtliche Ehepaare | darunter: eingetragene Lebenspartnerschaften |
| ---- | --------------------------------------- | ---------------------------------------- | -------------------------------------------- |
| 2005 | 60.000                                  | --                                       | --                                           |
| 2006 | 62.000                                  | --                                       | 12.000                                       |
| 2007 | 68.000                                  | --                                       | 15.000                                       |
| 2008 | 70.000                                  | --                                       | 19.000                                       |
| 2009 | 63.000                                  | --                                       | 19.000                                       |
| 2010 | 63.000                                  | --                                       | 23.000                                       |
| 2011 | 64.000                                  | --                                       | 26.000                                       |
| 2012 | 70.000                                  | --                                       | 30.000                                       |
| 2013 | 78.000                                  | --                                       | 35.000                                       |
| 2014 | 87.000                                  | --                                       | 41.000                                       |
| 2015 | 94.000                                  | --                                       | 43.000                                       |
| 2016 | 95.000                                  | --                                       | 44.000                                       |
| 2017 | 112.000                                 | --                                       | 53.000                                       |
| 2018 | 130.000                                 | 37.000                                   | 38.000                                       |
| 2019 | 142.000                                 | 52.000                                   | 34.000                                       |
| 2021 | ?                                       | 65.600                                   | ca. 24.200                                   |

In Deutschland gab es am 9. Mai 2011 nach den Erhebungen zum Zensus 2011 knapp 34.000 eingetragene Lebenspartnerschaften. Diese Statistik wird in Zukunft laufend fortgeführt. Dies ermöglicht die Neufassung des Bevölkerungsstatistikgesetzes, in dem erstmals statistische Erhebungen über Lebenspartnerschaften vorgesehen sind.
Laut den erhobenen Zahlen gehen mehr männliche als weibliche Paare eine eingetragene Lebenspartnerschaft ein. Ein Berliner Standesbeamter ist der Meinung, dass Frauen den rechtlichen Rahmen nicht so benötigen würden. Der LSVD ist dagegen der Ansicht, dass Frauen die Rechtslage kritischer beurteilen und sich deshalb zurückhalten. Es gibt ohnehin keine Statistik, aus der man entnehmen könnte, dass die Zahl der Lesben (ob verpartnert oder nicht) gleich hoch wie die der Schwulen innerhalb der deutschen Bevölkerung wäre; insofern sind Rückschlüsse auf die Wahrscheinlichkeit, dass ein männliches oder weibliches Paar sich verpartnert, nicht möglich.
| Geschlecht | LP   | Aufgelöst | Aufgelöst in % |
| ---------- | ---- | --------- | -------------- |
| Männer     | 2513 |           | unter 6        |
| Frauen     | 1015 |           | über 4         |
| Summe      | 3528 | 191       | 5,4            |

Die Statistik von Berlin im Jahre 2008 zeigt, dass es dort 2003/2004 eine kleine Flaute gegeben hat, seitdem aber durchschnittlich 500 Paare eine Lebenspartnerschaft begründen. Der Unterschied zwischen den Geschlechtern verringert sich dabei. 2001 wurde jede fünfte Partnerschaft von Frauen begründet, 2005 war es jede dritte Partnerschaft. Nach Bezirken führt Tempelhof-Schöneberg (655), gefolgt von Charlottenburg-Wilmersdorf (627) und die Schlusslichter bilden Marzahn-Hellersdorf (85) und Spandau (83). Die Auflösungszahlen können nicht mit jener von heterosexuellen Partnerschaften verglichen werden, da die Lebenspartnerschaft erst seit 2001 besteht.

### Übersichtsartikel
- Homosexualität
- Gesetzeslage zur Homosexualität
- Geschichte der LGBT (LGBT = Abkürzung für Lesbian, Gay, Bisexual und Trans (dt.: Lesben, Schwule, Bisexuelle und Transgeschlechtliche))
- Liste von Rechtsquellen für das deutsche Familienrecht

### Formen gesetzlich anerkannter Partnerschaften
- Eingetragene Partnerschaft
- Gleichgeschlechtliche Ehe

### Gesetze in anderen Ländern
- Eingetragene Partnerschaft-Gesetz (Österreich)
- Partnerschaftsgesetz (Schweiz)
- Homosexualität/Lebenspartnerschaften im Fürstentum Liechtenstein
- Gesetzliches Zusammenwohnen (Belgien)